# ماجدة اليحياوي

## حياتها
ولدت ماجدة اليحياوي في قرية احد كورت و انتقلت عائلتها خلال الطفولة إلى مدينة سوق أربعاء الغرب.

## المسيرة الفنية
انتقلت ماجدة اليحياوي إلى مدينة مكناس حيث درست في المعهد الموسيقي و تعلمت من طرف فنانين و شيوخ كبار مثل الحسين التولالي, الذي قال عنها: «مستقبل الملحون سيكون في يد شابة عروبية».